# Fravaux

Fravaux este o comună în departamentul Aube din nord-estul Franței. În 2009 avea o populație de 50 de locuitori.